# Muimenta (Carballeda de Avia)
Muimenta (llamada oficialmente San Xiao de Muimenta) es una parroquia y un lugar español del municipio de Carballeda de Avia, en la provincia de Orense, Galicia.

## Toponimia
La parroquia también es conocida por los nombres de San Julián de Muimenta y San Xulián de Muimenta.

## Organización territorial
La parroquia está formada por una entidad de población:
- Muimenta

## Demografía
Gráfica demográfica del lugar y parroquia de Muimenta según el INE español:
| Gráfica de evolución demográfica de Muimenta entre 2000 y 2022 |
|                                                                |
| Datos según el nomenclátor publicado por el INE.               |